# 黃永志
黃永志（英語：Napo Wong Weng-chi），前香港中西區區議會西營盤選區議員，前社會民主連線副秘書長、前立法會議員梁國雄及劉小麗的議員助理。畢業於聖保羅書院、香港中文大學政治與行政學系。就讀中大時曾擔任香港中文大學學生會會長及香港專上學生聯會代表會主席，並與其他數名大學生組成大專2012參加五區公投（即2010年香港立法會地方選區補選）。

## 背景
黃永志自少居住於屈地街，直至2019年區議會選舉時，已居住當區20年。中學時就讀聖保羅書院，隨後2006年入讀香港中文大學，主修政治與行政學。

### 中大學生會會長
2007年3月1日，黃永志成為第三十七屆（2007-2008年）香港中文大學學生會幹事會「先風」的會長。上任初期接受中大學生報時提到，希望透過大專基層關注組參與基層事務。
在任期間曾回應中大學生報情色版事件，認為學生報以學術角度對性的討論並無問題，但表達手法及內容過火，既不適合在大學流傳，亦影響中大校譽。另外黃認為學生會及校方不應以權力介入，影響《中大學生報》編輯自主。其後中大紀律委員會研究對學生處分，對此黃永志認為校方對學生組織的理解保守。至於校方不資助學生報就淫褻物品審裁處之評級上訴，黃批評校方與《中大學生報》劃清界線，而且時任中大副校長鄭振耀未曾細閱學生報投訴紀律委員會不公的公開信，質疑校方與編委會面毫無誠意。
2007年12月，中大將於第六十四屆畢業典禮向時任全國政協副主席、前特首董建華頒授榮譽法學博士學位。黃永志代表中大學生會批評校方做法，提及董擔任特首期間發生多次人大釋法及胡仙案，破壞香港法治制度，校方此舉尤其諷剌。12月6日畢業典禮當日，有中大學生及示威者到場抗議，期間曾高舉橫額，呼叫口號，更一度與保安推撞。事後學生會會長黃永志回應，認為毋須向劉遵義及董建華道歉，並向受影響的畢業生及家長致歉。

## 政治生涯

### 參與「五區公投」
2010年3月，黃永志聯同學聯骨幹成員、6所大學學生組成大專2012，參與因公民黨及社民連共5名立法會議員辭職而起的五區公投，即同年5月16日舉行的2010年香港立法會地方選區補選。2010年4月，黃永志出選九龍西選區補選，並於16日獲選舉主任陳穎韶確認提名有效，成為當區3號候選人。結果黃以3,429票落選。

### 立法會議員助理
黃永志從中大畢業後，在政治組織左翼21擔任倡議幹事一職。2012年，黃加入社會民主連線，並出任立法會梁國雄議員助理。其後更擔任第五屆行政委員中副秘書長一職。
2016年黃永志辭任立法會議員助理後，成為劉小麗的選舉代理人，協助她出選2016年立法會選舉九龍西選區。黃接受《明報周刊》專訪時提到，他認為2014年雨傘運動後，立法會需要如劉小麗般的左側勢力的代表，故此為她助選。劉小麗當選之後，黃永志成為她的議員助理。
2017年7月14日，因香港高等法院原訟法庭裁定，劉小麗宣誓無效，自2016年10月12日起已喪失議員資格，故此黃永志亦結束其議員助理的職務。翌年劉小麗報名參選九龍西選舉補選，惟選舉主任郭偉勳裁定其提名無效。黃永志改為協助替代劉小麗出選的李卓人助選，結果李以93,047票落敗，繼而黃轉到辦公室當文職工作
。

### 反新界東北撥款示威
2014年6月14日，黃永志因參與立法會綜合大樓外反新界東北撥款示威被捕。同月27日立法會財務委員會續審新界東北撥款，行政管理委員會阻止黃永志及另外四名曾被捕的議員助理進入立法會。
其後他入稟區域法院，投訴警方使用不合理武力及非法禁錮，被捕後在車上遭警員拍打胸部及後腦，並就此向警方索償。2020年6月19日，區域法院法官李紹豪頒下判詞，指警方拘捕原告人屬合法，並已在現場向原告宣告拘捕。另外原告一方有舉證責任，然而未能成功舉證指控警方，遂判原告人敗訴。

### 2019年區議會選舉
2019年10月8日，黃永志向選舉事務處提交提名申請，參選中西區西營盤選區，並在個人Facebook專頁宣佈正式參選。10月31日獲時任中西區民政專員、西營盤選區選舉主任黃何詠詩確認，成為該區1號候選人。對手為民建聯劉天正。結果黃永志以2,734票，約500票之差當選。
| 政党   | 政党           | 候选人    | 票数  | %     | ±      |
| ------ | -------------- | --------- | ----- | ----- | ------ |
|        | 民主派區選聯盟 | 1. 黃永志 | 2,734 | 55.38 | 不適用 |
|        | 民建聯         | 2. 劉天正 | 2,202 | 44.62 | 不適用 |
| 多数票 | 多数票         | 多数票    | 532   | 10.76 |        |

### 中西區區議會（2020-2023）
黃永志成為中西區區議會議員後，擔任樓宇管理、環境衞生及工務委員會副主席，中西區海濱工作小組主席及關注墟巿政策工作小組主席。
2020年8月6日晚上，黃永志到中山紀念公園體育館外視察，發現印有「充氣帳篷」字眼的物資運往館內，隨即向民政專員了解情況，但未獲回覆。翌日黃永志聯同當區5名區議員，到達中山紀念公園體育館外召開記者會抗議，懷疑政府未經諮詢下改建該處成為「火眼實驗室」。其後警方以違反「限聚令」為由，警告及票控包括黃永志在內的5名區議員。5名議員從警方手上接過告票後，隨即當場撕毀。
8月16日，黃永志再次聯同8名區議員，包括西貢區議員范國威、荃灣區議員譚凱邦、賴文輝等人到達中山紀念公園體育館外抗議，發言期間分成二人一組。警方對此予以警告，並拉起封鎖線，以「限聚令」為由向在場至少8男1女票控。